# St. Peter und Paul (Bergs)

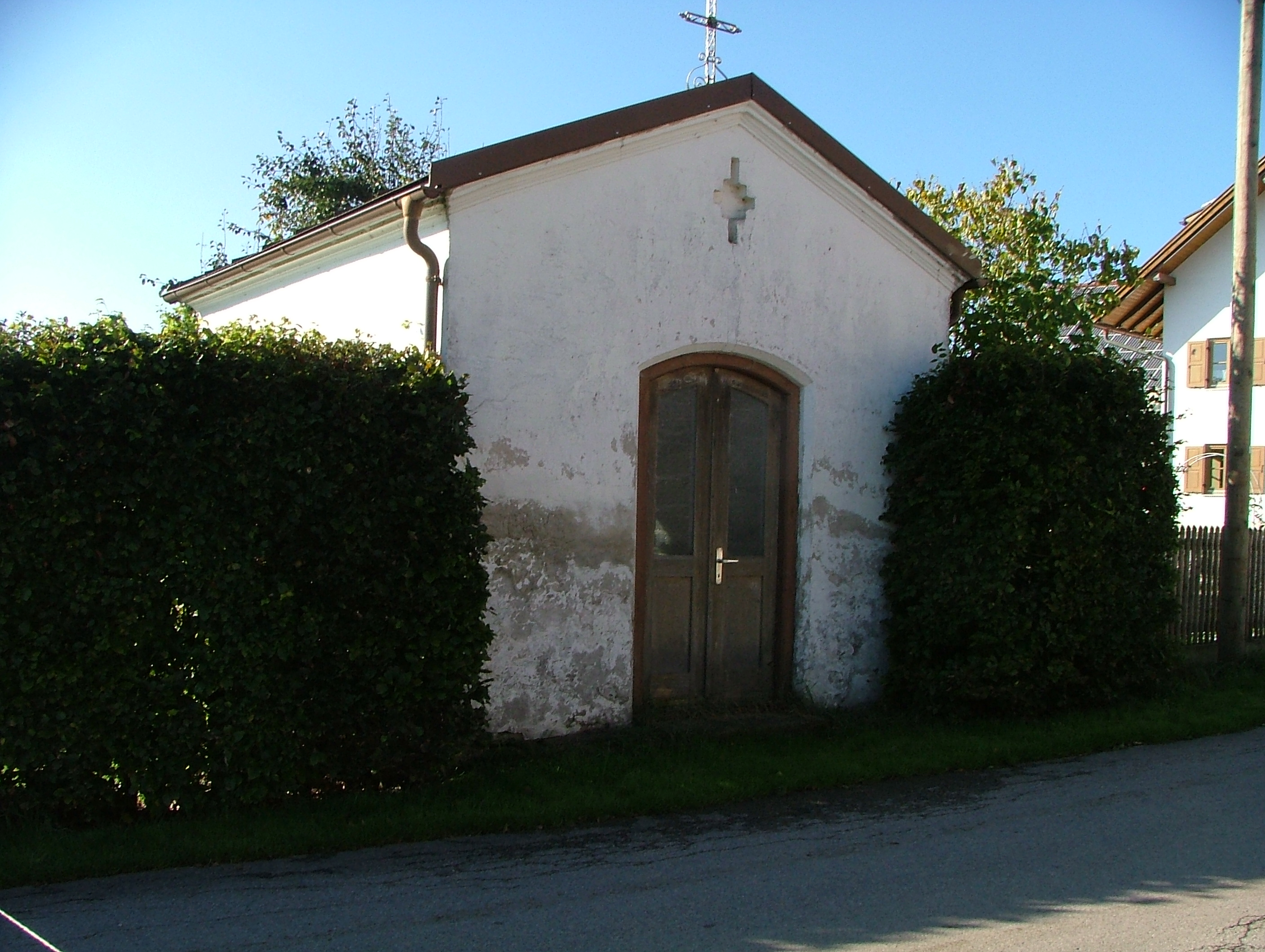
Kapelle St. Peter und Paul in Bergs

Die römisch-katholische Kapelle St. Peter und Paul befindet sich in Bergs, einem Ortsteil von Altusried im Landkreis Oberallgäu (Bayern). Die unter Denkmalschutz stehende Kapelle wurde an Stelle einer Vorgängerkapelle im Jahr 1898 erbaut. Sie besteht aus einem rechteckigen Ziegelbau. Im Inneren befindet sich auf der modernen Mensa ein Kruzifix aus der Mitte des 16. Jahrhunderts im Parallelfaltenstil. Flankiert wird dieses durch Holzfiguren der Apostel Petrus und Paulus aus dem 19. Jahrhundert. Des Weiteren ist in der Kapelle noch eine kleine Rokokogruppe mit der Szene der Rosenkranzverleihung mit dem heiligen Dominikus und der heiligen Katharina von Siena.